# Eilert
Eilert ist als eine friesische und skandinavische Kurzform von Egilhard bzw. Egilhart ein männlicher Vorname, der auch als Familienname vorkommt.
Es gibt auch die altfriesische Bezeichnung Ailert. Dieser Name kommt im nordischen, speziell in Norwegen häufiger vor. Eilert ist als eine friesische und skandinavische Kurzform von Egilhard bzw. Egilhart. Da früher (noch vor ca. 150 Jahren) im ostfriesischen die Kinder als Nachnamen den Vornamen des Vaters erhielten, wie z. B. Jan sein Sohn (= Janssen) ist die Ahnenforschung im Niederdeutschen besonders schwer, da die Nachnamen eben nicht durchgängig sind. Damit ist auch erklärt, warum der Name Eilert sowohl als Vorname als auch als Nachname auftaucht.
german.: agi = Schrecken; althochdt.: ekka = Schwert-Schneide, -Spitze; harti, herti = hart, stark, kräftig – somit eben kräftige Scheide/Spitze.

## Namensträger

### Vorname
- Jon Eilert Bøgseth (* 1959), norwegischer Skispringer
- Eilert Herms (* 1940), deutscher evangelischer Theologe
- Eilert Köhler (~1710–1751), deutscher Orgelbauer
- Eilert Määttä (1935–2011), schwedischer Eishockeyspieler und -trainer
- Wilhelm Eilert Schmid (1791–1856), Orgelbauer in Ostfriesland
- Eilert Sundt (1817–1875), norwegischer Theologe, Soziologe und Ethnologe
- Eilert Tantzen (1929–2012), deutscher Forstmann, Genealoge, Heimatforscher, Naturschützer und Lokalpolitiker

### Familienname
- Bernd Eilert (* 1949), deutscher Schriftsteller
- Dirk Eilert (* 1976), Experte für emotionale Intelligenz und Mimikresonanz
- Georg Eilert (1901–1985), deutscher Schauspieler und Synchronsprecher
- Johannes Eilert (1895–1967), deutscher Politiker (CDU)
- Lutz Simon Eilert, deutscher Schauspieler
- Paul Eilert (* 2008), deutscher Schauspieler